# Championnat du Japon de football de deuxième division 1999
Navigation
J2 League 2000
Le championnat du Japon de football de deuxième division 1999 est la 1re édition de la J.League 2. Le championnat débute le 14 mars 1999 et s'achève le 21 novembre 1999.
Les deux meilleurs de ce championnat sont promus en J.League.

## Les clubs participants
L'équipe classée 14e de J1 League 1998, les deux premiers de Japan Football League 1998 participent à la compétition.
| Club              | Dernière montée | Ville    | Entraîneur        | Depuis | Stade                               | Capacité | Nombre de saisons |
| ----------------- | --------------- | -------- | ----------------- | ------ | ----------------------------------- | -------- | ----------------- |
| Consadole Sapporo | 1999            | Sapporo  | Takeshi Okada     | 1999   | Stade Sapporo Atsubetsu             | 20 861   | 1                 |
| Albirex Niigata   | -               | Niigata  | Yoshikazu Nagai   | 1998   | Niigata Athletic Stadium            | 18 671   | 1                 |
| Oita Trinita      | -               | Ōita     | Nobuhiro Ishizaki | 1999   | Stade d'athlétisme municipal d'Oita | 15 943   | 1                 |
| Omiya Ardija      | -               | Saitama  | Pim Verbeek       | 1998   | Stade du parc Omiya                 | 15 500   | 1                 |
| Vegalta Sendai    | -               | Sendai   | Hidehiko Shimizu  | 1999   | Stade de Sendai                     | 19 694   | 1                 |
| FC Tokyo          | -               | Tokyo    | Kiyoshi Okuma     | 1994   | Stade Ajinomoto                     | 50 000   | 1                 |
| Sagan Tosu        | -               | Tosu     | Hiroshi Sowa      | 1997   | Stade de Tosu                       | 24 460   | 1                 |
| Montedio Yamagata | -               | Yamagata | Shigeharu Ueki    | 1999   | Stade du parc Yamagata              | 20 315   | 1                 |
| Kawasaki Frontale | 1999            | Kawasaki | Ikuo Matsumoto    | 1999   | Stade d'athlétisme de Todoroki      | 27 495   | 1                 |
| Ventforet Kōfu    | 1999            | Kōfu     | Susumu Katsumata  | 1999   | Kose Sports Park Stadium            | 17 000   | 1                 |

- Relégué de la J1 League 1998
- Promu de la Japan Football League 1998

### Localisation des clubs
| \| Clubs du Grand Tokyo · Omiya Ardija (Saitama) · FC Tokyo (Tokyo) · Kawasaki Frontale (Kanagawa) · Ventforet Kōfu (Yamanashi) Grand Tokyo Consadole Sapporo Albirex Niigata Oita Trinita Vegalta Sendai Sagan Tosu Montedio Yamagata \| Localisation des clubs engagés dans le championnat. |
| Clubs du Grand Tokyo · Omiya Ardija (Saitama) · FC Tokyo (Tokyo) · Kawasaki Frontale (Kanagawa) · Ventforet Kōfu (Yamanashi) Grand Tokyo Consadole Sapporo Albirex Niigata Oita Trinita Vegalta Sendai Sagan Tosu Montedio Yamagata                                                           |

| Clubs du Grand Tokyo · Omiya Ardija (Saitama) · FC Tokyo (Tokyo) · Kawasaki Frontale (Kanagawa) · Ventforet Kōfu (Yamanashi) Grand Tokyo Consadole Sapporo Albirex Niigata Oita Trinita Vegalta Sendai Sagan Tosu Montedio Yamagata |

## Compétition

### Classement
Source : CLASSEMENT J.LEAGUE DIVISION 2 1999 sur transfermarkt.fr
| Rang | Équipe              | Pts | J  | G  | N | P  | Bp | Bc | Diff |
| ---- | ------------------- | --- | -- | -- | - | -- | -- | -- | ---- |
| 1    | Kawasaki Frontale P | 73  | 36 | 25 | 3 | 8  | 69 | 34 | +35  |
| 2    | FC Tokyo            | 64  | 36 | 21 | 3 | 12 | 51 | 35 | +16  |
| 3    | Oita Trinita        | 63  | 36 | 21 | 3 | 12 | 62 | 42 | +20  |
| 4    | Albirex Niigata     | 58  | 36 | 20 | 2 | 14 | 46 | 40 | +6   |
| 5    | Consadole Sapporo R | 55  | 36 | 17 | 6 | 13 | 54 | 35 | +19  |
| 6    | Omiya Ardija        | 51  | 36 | 18 | 1 | 17 | 47 | 44 | +3   |
| 7    | Montedio Yamagata   | 48  | 36 | 15 | 4 | 17 | 47 | 53 | -6   |
| 8    | Sagan Tosu          | 37  | 36 | 12 | 2 | 22 | 52 | 64 | -12  |
| 9    | Vegalta Sendai      | 31  | 36 | 10 | 4 | 22 | 30 | 58 | -28  |
| 10   | Ventforet Kōfu P    | 18  | 36 | 5  | 4 | 27 | 32 | 85 | -53  |

|  | Promu en J1 League 2000                                               |
|  | P : Promu de Japan Football League 1998 R : Relégué de J1 League 1998 |

## Statistiques

### Meilleurs buteurs
|                    | Buteur             | Club              | Buts | MJ |
| ------------------ | ------------------ | ----------------- | ---- | -- |
| Médaille d'or      | Takuya Jinno       | Oita Trinita      | 19   | 36 |
| Médaille d'argent  | Satoshi Mashimo    | Montedio Yamagata | 18   | 36 |
| Médaille de bronze | Will               | Oita Trinita      | 18   | 30 |
| 4                  | Tuto               | Kawasaki Frontale | 17   | 30 |
| 5                  | Yoshiyuki Takemoto | Sagan Tosu        | 16   | 34 |
| 6                  | Kota Yoshihara     | Consadole Sapporo | 15   | 32 |
| 7                  | Amaral             | FC Tokyo          | 15   | 26 |
| 8                  | Jeroen Boere       | Omiya Ardija      | 9    | 11 |
| 9                  | Naoki Naruo        | Albirex Niigata   | 8    | 36 |
| 10                 | Tomoaki Kuno       | Kawasaki Frontale | 8    | 35 |